# Moly-Sabata
 (juillet 2017).
Si vous disposez d'ouvrages ou d'articles de référence ou si vous connaissez des sites web de qualité traitant du thème abordé ici, merci de compléter l'article en donnant les références utiles à sa vérifiabilité et en les liant à la section « Notes et références ».
Moly-Sabata est une résidence d'artistes créée en 1927 par les époux Albert Gleizes et Juliette Roche. Située à Sablons (Isère), elle est aujourd'hui propriété de la fondation Albert Gleizes. Il s'agit de la plus ancienne résidence d'artistes de France en activité.

## Historique

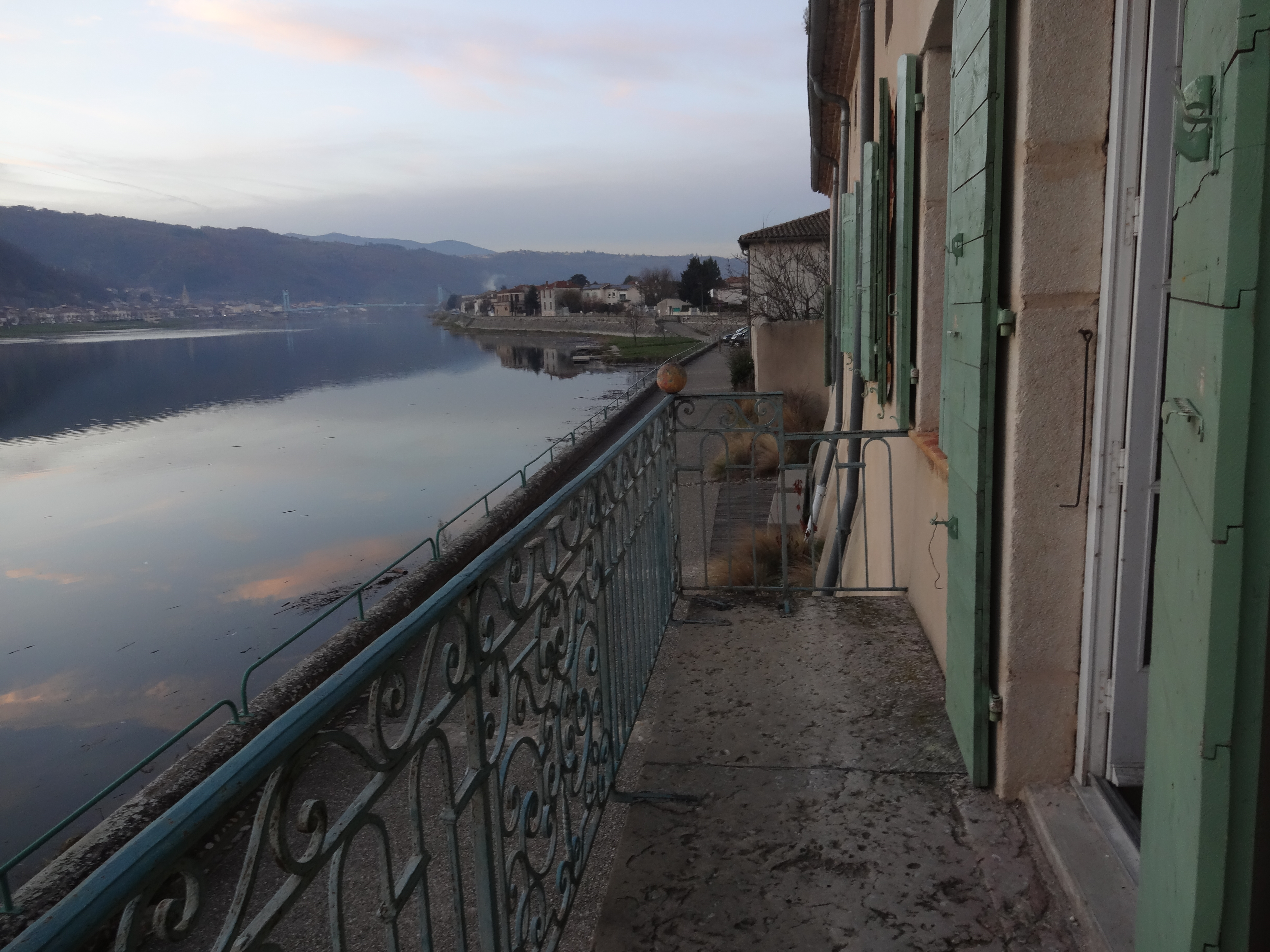
La résidence Moly-Sabata à Sablons, au bord du Rhône.

D'abord relais de batelier, l'édifice fut ensuite un couvent. Puis il abrita en 1890 l'école Paul Bertois et Bertrand Charmes. Cette école catholique libre ferma en 1906, après la rupture entre l'Église et l'État en 1904. 
En 1923, Albert Gleizes et Juliette Roche qui cherchent un atelier près de Serrières où ils résident sont attirés par Moly-Sabata, cette grande bâtisse au bord du Rhône qui se trouve dans la commune de Sablons juste en face sur l'autre rive du fleuve. Ce lieu leur rappelle curieusement leur engagement avec le mouvement d'artistes et d'écrivains dit de l'abbaye de Créteil, né en 1906. Au tout début du XXe siècle, avec ce mouvement initié principalement par le poète Charles Vildrac émerge l'idée de créer un phalanstère, sorte de compagnonnage fraternel qui aurait fait s'unir des artistes motivés par le même idéal : échapper à la « commercialisation de l'esprit et de la création artistique » en fondant un lieu de liberté et d’amitié, propice à la création, loin des modes et des conventions de leur époque.
Moly-Sabata a donc acquis sa notoriété à la suite de l'initiative des Gleizes qui, en le louant à partir d'octobre 1927 puis en l'achetant en 1938, décidèrent d'en faire un centre artistique. Ils y accueillirent les artistes les plus divers, dans une sorte d'utopie communautaire, pour leur permettre d'exprimer leur art, mais aussi de partager leur vision.

### De 1927 à 1951
La vie à Moly-Sabata de 1927 à 1951 fut souvent comparée à une vie monastique, de renoncement au confort élémentaire. De 1927 à 1930, le lieu fut géré part le peintre sculpteur Robert Pouyaud, puis de 1930 à 1951 par la peintre australienne Anne Dangar qui y devient céramiste. 
La résidence était alors représentative de la démarche même du couple Gleizes qui était de confondre progressivement l'art, la vie, et la foi en Dieu. 
Les artistes de Moly partagent les convictions fortes de Gleizes exprimées dans ses ouvrages sur le cubisme et notamment la conviction d'une vérité absolue dans l'art, l'attrait de l'absolu dans sa simplicité dépouillée, qui explique notamment le retour aux techniques premières, et les fortes influences « primitives », la recherche de la perfection dans la technique, l'importance de l'« œuvre des mains » — savoir-faire intelligent des artisans et paysans — l'attrait de l'art populaire, à opposer à l'art de Salon, sophistiqué, raffiné (qui conduisait notamment ces artistes à refuser les expositions « mondaines »). la nécessité de transmettre les acquis, par l'enseignement oral ou l'écrit.

### De 1951 à 1993
Moly-Sabata fut endommagé par un incendie en octobre 1983. Cette communauté a retrouvé vie grâce à l'arrivée de Gilka Beclu-Geoffray au printemps 1990.
Elle reste active sous le patronage du ministère de la Culture et de la fondation Albert Gleizes.

### De 1993 à aujourd'hui
De 1993 à 2007, une convention tripartite unit la fondation Albert Gleizes à la région Rhône-Alpes et à la DRAC Rhône-Alpes pour l’organisation des séjours collectifs d’été. Un directeur artistique est alors invité à concevoir un programme de création et de recherche faisant appel à la participation d’artistes durant deux mois. Un mode de restitution vient clore le séjour par un catalogue et/ou une exposition.
En 2010, la fondation Albert Gleizes inaugure un programme permanent de résidences sous la direction de Pierre David, accueillant des artistes tout au long de l’année. Moly-Sabata est conçu comme un lieu de production inscrit au cœur d'un réseau régional de partenaires, bénéficiant du rayonnement national voire international de ses initiatives. Une exposition annuelle vient couronner la mission d'hospitalité de l'endroit. En 2016, 33 artistes sont passés par la résidence.
En 2017, Moly-Sabata fête ses 90 ans. Elle est la plus ancienne résidence d'artistes de France en activité. 

## Artistes ayant séjourné à Moly-Sabata
| Nom                               | Période   | Activité             |                                         |
| --------------------------------- | --------- | -------------------- | --------------------------------------- |
| Robert Pouyaud                    | 1927-1930 | Peinture, sculpture  |                                         |
| Mainie Jellett                    | 1927-1932 | Peinture             |                                         |
| Georges Devereux                  | 1928      | Poésie               |                                         |
| Georges Manevy                    | 1929-1930 | Écriture             |                                         |
| Anne Dangar                       | 1930-1951 | Poterie              |                                         |
| Estelle Creed                     | 1930      | Peinture             |                                         |
| Serge Charchoune                  | 1930      | Peinture             |                                         |
| Walter Firpo                      | 1931      | Peinture             |                                         |
| César Geoffray                    | 1931-1942 | Composition musicale | Créateur des chorales À Cœur Joie       |
| Bilou le Caisne et Jacques Plasse | 1931-1934 | Tissage              |                                         |
| Lucie Deveyle                     | 1931-1956 | Tissage              |                                         |
| Michel Seuphor                    | 1933      |                      |                                         |
| Jean-Claude et Yvette Libert      | 1952-1956 | Peinture, poterie    |                                         |
| Geneviève de Cissey               | 1956-1958 | Poterie              |                                         |
| Francine Bensa                    |           | Gravure              |                                         |
| Claude Famechon et Michel Carlin  | 1968-1980 | Poterie              |                                         |
| Aguilberte Dalban                 | 1986-1987 | Poterie              |                                         |
| Gilka Beclu-Geoffray              |           | Danse                |                                         |
| Jean-Bernard Chappe               | 1991-1992 | Poterie              |                                         |
| Daniel Firman                     | 1998      | Sculpture            |                                         |
| Thomas Bayrle                     | 1999      |                      | sur une invitation de Yannick Miloux    |
| Stéphane Calais                   | 1999      |                      | sur une invitation de Yannick Miloux    |
| Pierre David                      | 1999-     |                      |                                         |
| Andrea Blum                       | 2000      |                      |                                         |
| Aurélien Froment                  | 2002      |                      | sur une invitation de Régis Durand      |
| Delphine Reist                    | 2003      |                      | sur une invitation de Christian Bernard |
| Aurélie Pétrel                    | 2011      |                      |                                         |